# صاحب‌آباد (جیرفت)

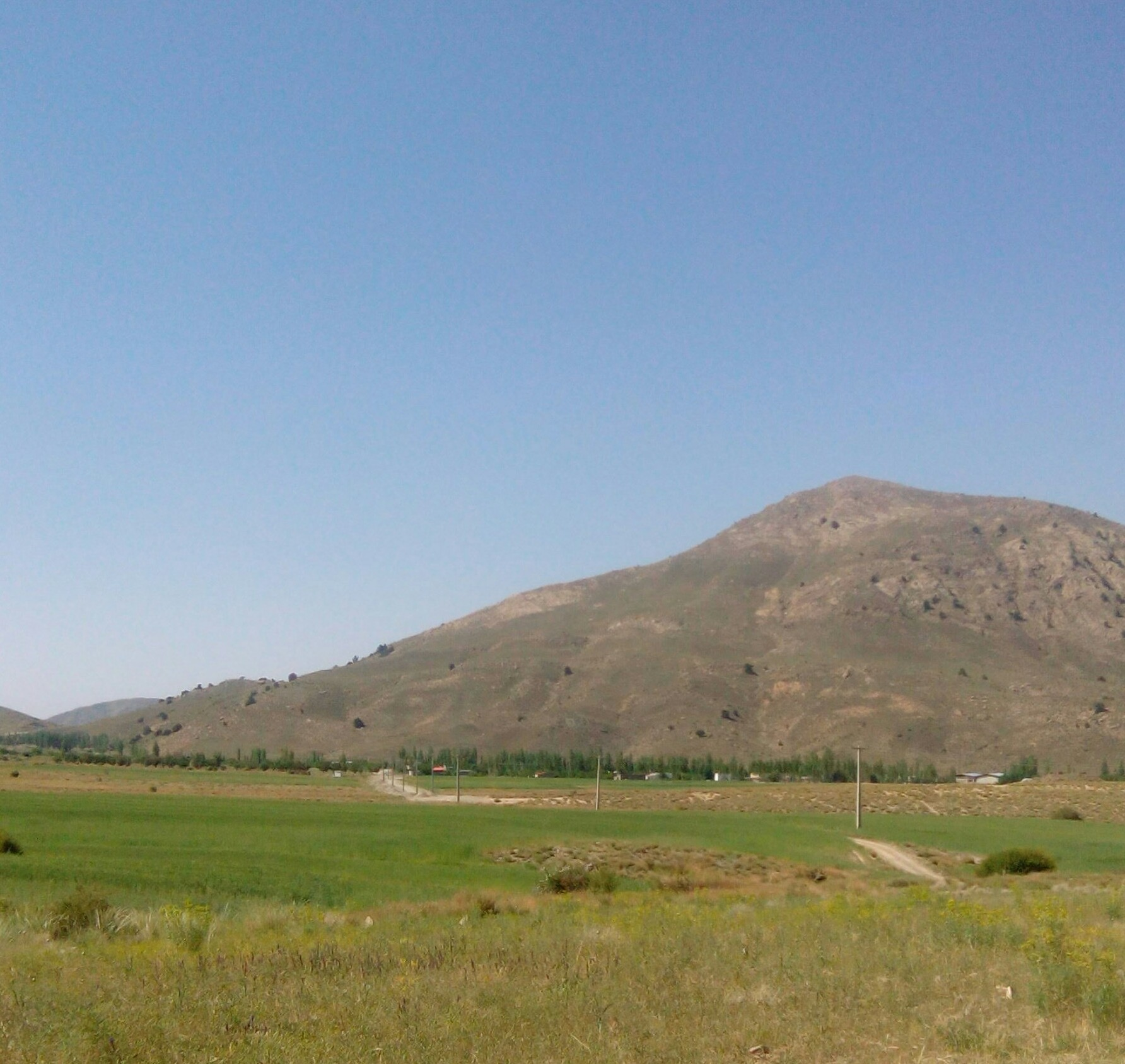
دورنمایی از صاحب آباد

صاحب آباد روستایی کوهستانی در دامنه کوه شاه و مرکز منطقه خوش آب و هوای سربیژن می‌باشد.
این روستا در ۵۷ کیلومتری شمال شهر جیرفت و ۱۶۲ کیلومتری جنوب شهر کرمان و در مسیر ارتباطی کرمان_راین_جیرفت_بندر عباس واقع شده‌است.